# Norman Greenbaum
Norman Greenbaum (* 20. November 1942 in Malden, Massachusetts) ist ein US-amerikanischer Sänger und Songschreiber. Bekannt wurde er durch seinen weltweiten Hit Spirit in the Sky. In Großbritannien, Deutschland und Australien erreichte das Lied die Spitzenposition der Single-Hitparaden. In den US-Billboard-Charts kam es bis auf Platz 3. Greenbaum gilt als typisches One-Hit-Wonder.

## Leben

### Herkunft und frühe Jahre
Greenbaums Großeltern mütterlicherseits emigrierten in den frühen 1900er Jahren von Russland nach Massachusetts. Seine Großeltern väterlicherseits wanderten aus Kongresspolen aus. Während eines Zwischenaufenthaltes 1906 in England wurde sein Vater geboren. Greenbaum wuchs gemeinsam mit seiner älteren Schwester in einem jüdisch-orthodoxen Elternhaus auf. Er besuchte an einigen Tagen in der Woche nach der Schulzeit an der öffentlichen Schule zusätzlich eine hebräische Schule. 1960 verstarb sein Vater.
Greenbaum begeisterte sich für die Musik von Elvis Presley. Seiner Ansicht nach kopierten viele weiße Sänger schwarze Musik. Er war fasziniert von dem, was er Southern Country Blues nannte, insbesondere von den Liedtexten. Er und ein Freund kauften sich Gitarren, brachten sich selbst einige Akkorde bei und versuchten, selbst Lieder zu schreiben. Nachdem sein Freund keine Lust mehr zum Spielen hatte, entdeckte Greenbaum seine Leidenschaft und Fähigkeit, Songtexte zu schreiben. Als er auf die Junior High School ging, war ihm klar, dass er Musiker werden wollte.

### Musikalischer Werdegang
Zunächst studierte Greenbaum an der Boston University Geographie. In diesem einen Jahr zog er durch die örtlichen Kaffeehäuser, um dort vor Publikum zu singen und Gitarre zu spielen. 1965 zog er von Boston nach Los Angeles. Dort tat er sich mit drei Freunden zusammen und gründete die Gruppe „Dr. West’s Medicine Show & Junk Band“. Sie trat mit angemalten Gesichtern und wirr choreographierten Lichteffekten auf und bot eine Mixtur aus Dixieland-Jazz, schwermütiger Mississippi-Delta-Folklore und karibischen Rhythmen. Die Band war einmal die Vorgruppe für Sonny & Cher. Dem Quartett gelang 1967 mit dem Lied The Eggplant That Ate Chicago (engl. für Die Aubergine, die Chicago auffraß) ein Hit. Nachdem der Erfolg abgeklungen war, trennten sich die Musiker.
Greenbaum konzentrierte sich nun auf eine Solokarriere. Er traf 1968 den bereits damals erfolgreichen Musikproduzenten Erik Jacobsen, der ihn unter Vertrag nahm. Zwei Singles seines 1969 veröffentlichten Albums Spirit in the Sky floppten. Und auch die dritte Single, die denselben Namen trug wie das Album, lief nicht besser. Die Plattenfirma Reprise Records wollte das Album bereits aufgeben, als ein unabhängiger Plattenhändler einen Radiosender dazu bewegen konnte, den Song abends um elf zu spielen. Nachdem der Plattenhändler dem Programmdirektor erzählt hatte, er habe 15.000 Kopien der Single gekauft und ihn dazu brachte, das Lied eine weitere Woche zu spielen, war es zwei Wochen später auf Platz 1 in Los Angeles. In der ersten Jahreshälfte 1970 erreichte das Lied international Spitzenpositionen und ließ sich rund zwei Millionen Mal verkaufen. Die Plattenfirma verlangte von Greenbaum, rasch einen Folgehit zu schreiben. Doch dies gelang ihm nicht, weitere Songs von ihm floppten, woraufhin die Plattenfirma ihn fallen ließ.

### Die Zeit nach der Musik
Ende der 1970er Jahre hatte Greenbaum sich vom Musikspielen völlig gelöst. Er arbeitete in einer Reihe nordkalifornischer Restaurants als Koch, Fleischer oder Küchenleiter. 1987 meldete sich jedoch eine Filmgesellschaft aus Hollywood bei ihm, die sein Lied Spirit in the Sky als Soundtrack für den Film Traumfrau vom Dienst (Maid to Order) verwenden wollten. Es folgten weitere Kinofilme wie etwa 1995 Apollo 13 oder 1997 Contact, die den Song ebenfalls verwendeten. Hinzu kamen Werbefilme. Für jeden Kinofilm, in dem das Lied als Soundtrack zu hören war, erhielt Greenbaum 10.000 US-Dollar oder mehr. Auf diese Weise musste er nicht mehr arbeiten, sondern konnte von den Tantiemen in einer eigenen Zwei-Zimmer-Wohnung wohnen. Heute lebt Greenbaum in Santa Rosa, etwa eine Autostunde nördlich von San Francisco entfernt.

## Diskografie

### Alben
- 1968: Norman Greenbaum with Dr. West’s Medicine Show and Junk Band (mit Dr. West’s Medicine Show and Junk Band)
- 1969: Spirit in the Sky
- 1970: Back Home Again
- 1972: Petaluma

### Kompilationen
- 1995: Spirit in the Sky: The Best of Norman Greenbaum
- 1996: Spirit in the Sky + Back Home Again
- 1997: Spirit in the Sky: The Best of Norman Greenbaum
- 2003: Spirit in the Sky: The Definitive Anthology
- 2009: Spirit in the Sky: The Best of Norman Greenbaum

### Singles
- 1968: School for Sweet Talk (als Dr. Norman Greenbaum)
- 1969: Marcy
- 1969: Jubilee
- 1969: Spirit in the Sky
- 1970: Gondoliers, Shakespeares, Overseers, Playboys and Bums (mit Dr. West’s Medicine Show and Junk Band)
- 1970: Canned Ham
- 1970: I. J. Foxx
- 1971: California Earthquake
- 1971: Twentieth Century Fox (mit Dr. West’s Medicine Show and Junk Band)
- 1972: Dairy Queen
- 1974: Nancy Whiskey (mit Dr. West’s Medicine Show and Junk Band)
- 1989: Spirit in the Sky

## Auszeichnungen für Musikverkäufe
| 2× Platin-Schallplatte - Neuseeland - 2023: für die Single Spirit in the Sky |

Anmerkung: Auszeichnungen in Ländern aus den Charttabellen bzw. Chartboxen sind in ebendiesen zu finden.
| Land/RegionAuszeichnungen für Musikverkäufe (Land/Region, Auszeichnungen, Verkäufe, Quellen) | Gold | Platin     | Verkäufe  | Quellen          |
| -------------------------------------------------------------------------------------------- | ---- | ---------- | --------- | ---------------- |
| Neuseeland (RMNZ)                                                                            | —    | 2× Platin2 | 60.000    | radioscope.co.nz |
| Vereinigte Staaten (RIAA)                                                                    | —    | 2× Platin2 | 2.000.000 | riaa.com         |
| Vereinigtes Königreich (BPI)                                                                 | —    | Platin1    | 600.000   | bpi.co.uk        |
| Insgesamt                                                                                    | —    | 5× Platin5 |           |                  |